# Massive Entertainment
Massive Entertainment — шведський розробник відеоігор, що базується в Мальме й належить Ubisoft. Студія була заснована в 1997 році Мартіном Вальфішем і була придбана Vivendi Universal Games в жовтні 2002-го. Упродовж кількох місяців 2008 року вона належала компанії Activision після її злиття з Vivendi, а наприкінці року була придбана Ubisoft.
Massive створила серію тактик в реальному часі Ground Control і стратегію World in Conflict, включно з її доповненням Soviet Assault. Після придбання Ubisoft студія виконувала додаткову розробку Assassin's Creed: Revelations та Far Cry 3, а також працювала над ритмічною грою Just Dance Now із серії Just Dance спільно з Ubisoft Milan. Окрім цього Massive розробила рольовий бойовик Tom Clancy's The Division і його продовження The Division 2. Також студія створила пропрієтарний ігровий рушій Snowdrop, який використовує для всіх своїх проєктів, починаючи з The Division.

## Історія

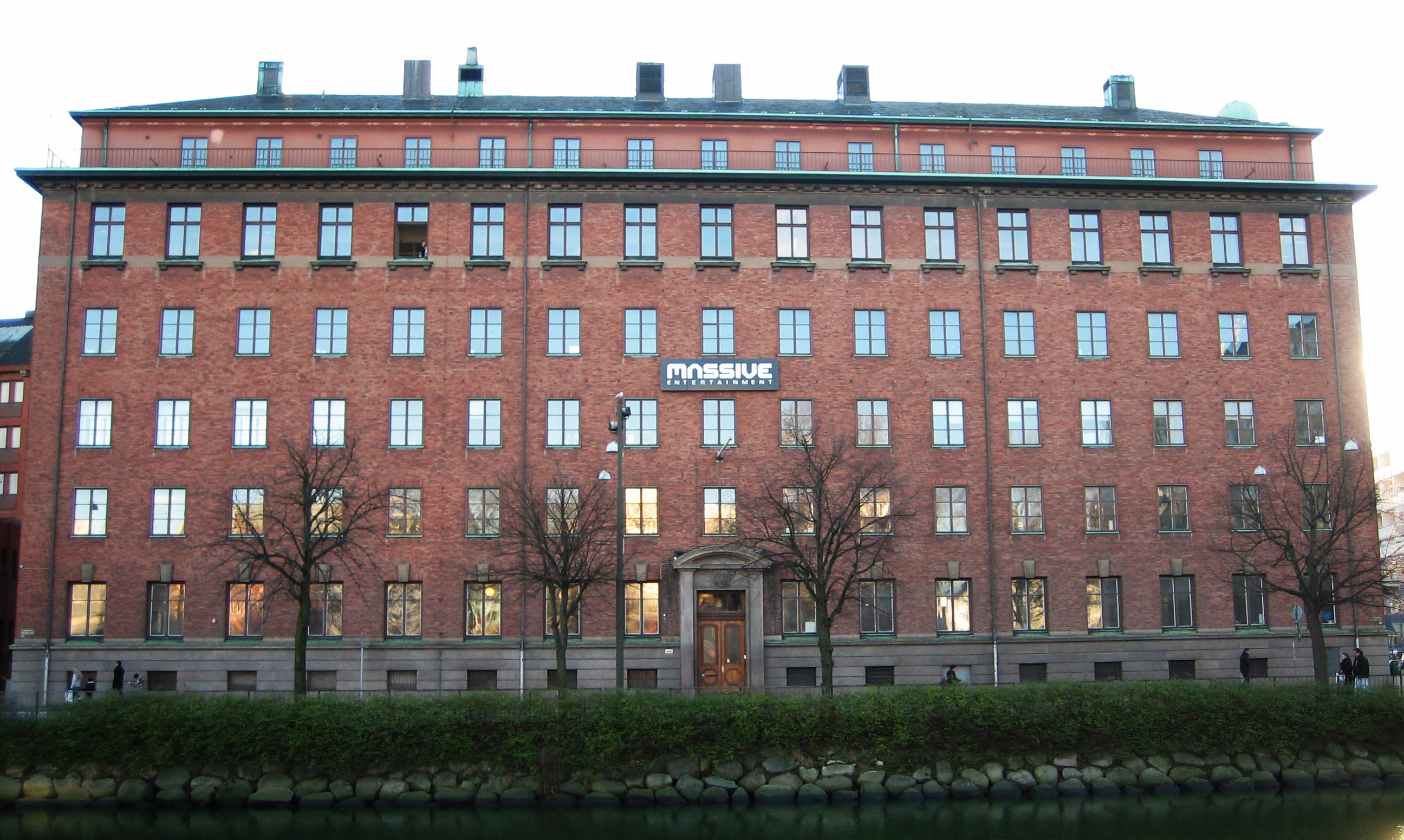
Колишня штаб-квартира Massive у Мальме.

Massive Entertainment була заснована в 1997 році Мартіном Вальфішем. У червні 2000 року було випущено перший проєкт студії — тактику в реальному часі Ground Control, видавцем якої стала Sierra Studios. У листопаді було випущено доповнення Ground Control: Dark Conspiracy, розроблене спільно з High Voltage Software. У 2002 році студію придбала Vivendi Universal Games через свою дочірню компанію NDA Productions. У 2003 році було анонсовано продовження Ground Control — Operation Exodus, яке було випущено наступного року. У 2007 році Vivendi Games видала черговий проєкт студії — стратегію в реальному часі World in Conflict, яка отримала визнання критиків і номінації як найкраща гра року. У грудні співробітники студії переїхали в новий офіс на вулиці Дроттнінггатан у Мальме, де в той час працювало 130 осіб.
У серпні 2008 року Activision Blizzard виставила Massive Entertainment на продаж після злиття Activision і Vivendi та подальшої внутрішньої реорганізації, а в листопаді студію придбала компанія Ubisoft. У березні 2009-го було випущено доповнення World in Conflict: Soviet Assault і того ж місяця Вальфіш покинув студію. Студія виконувала додаткову розробку Assassin's Creed: Revelations та Far Cry 3 від Ubisoft Montréal, працюючи над багатокористувацьким режимом для обох ігор. Також Massive співпрацювала з Ubisoft Milan над ритмічною грою Just Dance Now із серії Just Dance, яка була випущена у вересні 2014 року. У березні 2016-го було випущено рольовий бойовик Tom Clancy's The Division, анонсований трьома роками раніше. За даними Ubisoft, у першу добу було продано більше копій, ніж будь-якої іншої гри в історії компанії, що було найвищим показником за перший тиждень для нової ігрової франшизи та принесло понад 330 млн $ протягом перших п'яти днів. Продовження, The Division 2, було випущено в березні 2019 року. Обидві частини отримали загалом схвальні відгуки.
У квітні 2020 року понад 650 співробітників переїхали до офісу у Квартерет Еден, колишню текстильну фабрику в районі Меллевенґен у Мальме. У червні 2021 року зі студії пішов Девід Полфельдт, який працював у Massive протягом 17 років, а останні десять років був провідним директором; його місце зайняв Томас Андрен. Того ж місяця було представлено пригодницький бойовик Avatar: Frontiers of Pandora (2023) за мотивами кінофраншизи «Аватар», який був анонсований кількома роками раніше. У червні 2023 року було представлено пригодницький бойовик Star Wars Outlaws (2024) за мотивами франшизи «Зоряні війни»; проєкт був анонсований у січні 2021-го як перша гра «Зоряних війн», що розробляється без участі компанії Electronic Arts (EA) відтоді, як у травні 2013-го EA уклала угоду на виробництво всіх проєктів, пов'язаних із франшизою. У вересні Ubisoft оголосила, що студія працює над третьою частиною в серії The Division.

## Розроблені ігри
| Рік  | Назва                               | Платформа                                                 | Видавець                       | Коментарі                                                                         |
| ---- | ----------------------------------- | --------------------------------------------------------- | ------------------------------ | --------------------------------------------------------------------------------- |
| 2000 | Ground Control                      | Windows                                                   | Sierra Studios, Sierra On-Line | Також розробила доповнення Dark Conspiracy (2000) спільно з High Voltage Software |
| 2004 | Ground Control II: Operation Exodus | Windows                                                   | Sierra Entertainment           | —                                                                                 |
| 2007 | World in Conflict                   | Windows                                                   | Vivendi Games, Ubisoft         | Також розробила доповнення Soviet Assault (2009)                                  |
| 2011 | Assassin's Creed: Revelations       | PlayStation 3, PlayStation 4, Windows, Xbox 360, Xbox One | Ubisoft                        | Допоміжна розробка для Ubisoft Montréal                                           |
| 2012 | Far Cry 3                           | PlayStation 3, PlayStation 4, Windows, Xbox 360, Xbox One | Ubisoft                        | Допоміжна розробка для Ubisoft Montréal                                           |
| 2014 | Just Dance Now                      | Android, iOS, Tizen, tvOS                                 | Ubisoft                        | Розроблена спільно з Ubisoft Milan                                                |
| 2016 | Tom Clancy's The Division           | PlayStation 4, Windows, Xbox One                          | Ubisoft                        | —                                                                                 |
| 2019 | Tom Clancy's The Division 2         | PlayStation 4, Stadia, Windows, Xbox One                  | Ubisoft                        | —                                                                                 |
| 2023 | Avatar: Frontiers of Pandora        | PlayStation 5, Windows, Xbox Series X/S                   | Ubisoft                        | —                                                                                 |
| 2024 | Star Wars Outlaws                   | PlayStation 5, Windows, Xbox Series X/S                   | Ubisoft                        | —                                                                                 |
| —    | Tom Clancy's The Division 3         | —                                                         | Ubisoft                        | —                                                                                 |

## Технології
У червні 2013 року студія представила пропрієтарний ігровий рушій Snowdrop, який вперше було використано для розробки Tom Clancy's The Division. Snowdrop, який ґрунтується на MassTech, рушії World in Conflict, було початково створено для проєктів Ubisoft на Microsoft Windows та восьмому поколінні ігрових систем. На відміну від MassTech, де всі ігрові аспекти писалися програмістами, для Snowdrop студія розробила динамічну систему, у якій кожен розробник міг створити ігрові ресурси та використовувати їх у реальному часі. Massive орієнтувалася на модульну побудову рушія, передбачаючи повторне використання інструментів та редакторів в інших іграх, створених за допомогою Snowdrop. Згодом рушій було адаптовано для інших плаформ, включно з Nintendo Switch та дев'ятим поколінням ігрових систем. Massive значно оновила і вдосконалила рушій для Frontiers of Pandora, додавши систему об'ємних хмар, підтримку трасування променів тощо.